# Sabel (wapen)
Een sabel is een meestal gebogen slag- en steekwapen met één snede, onder meer gebruikt in de schermsport.

## Militair gebruik

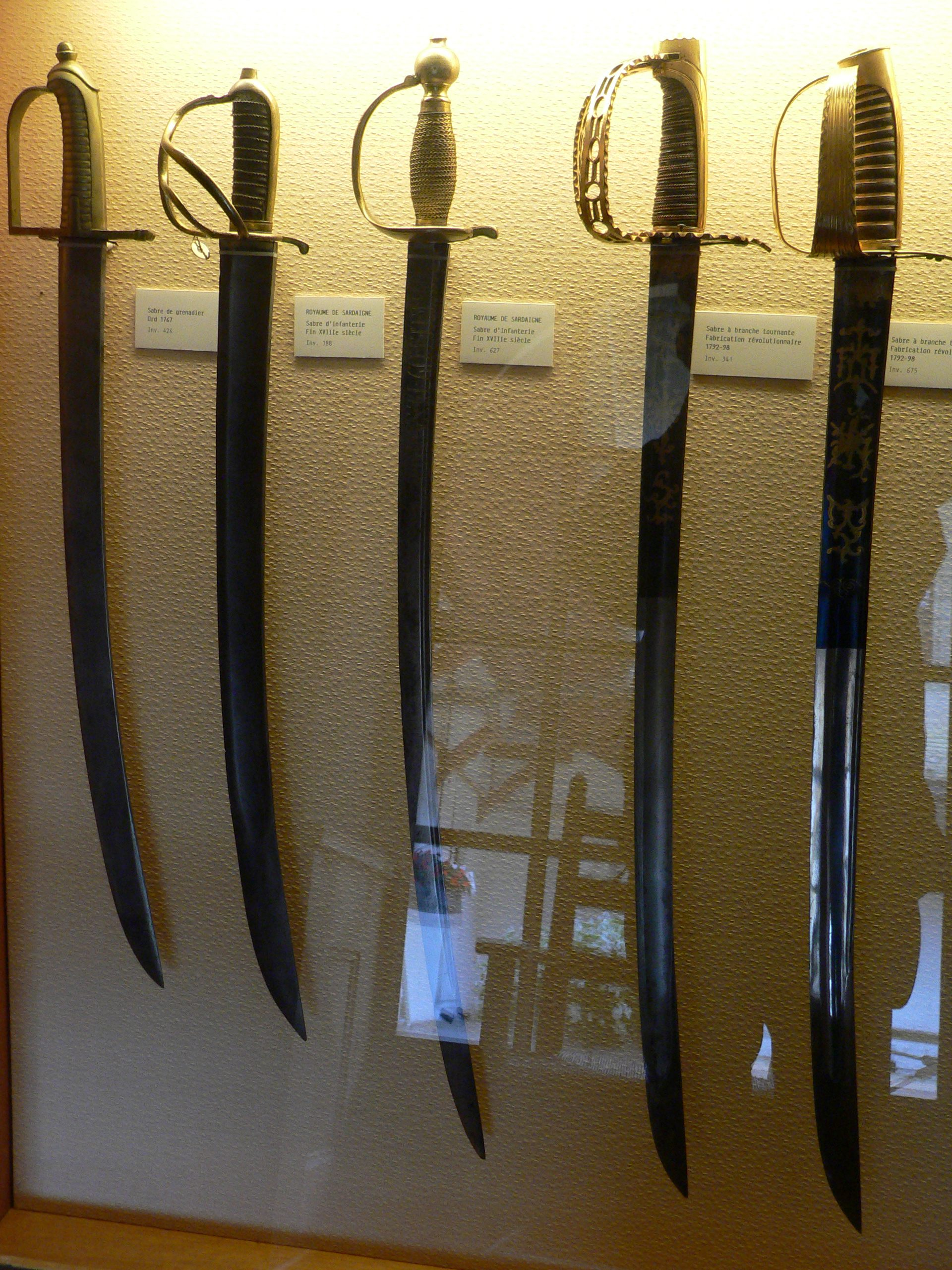
Sabels van vroeger

De sabel werd initieel vooral gebruikt door militairen, meer bepaald door de cavalerie. Omdat officieren ook buiten de cavalerie veelal te paard gingen, behoort de sabel nog steeds tot het gala-uniform van veel officieren. 
Een militaire sabel heeft per definitie een gekromde kling. Door deze kromming is een sabel effectief bij een snijdende slag, zoals gebruikt door de huzaren van de lichte cavalerie. Dit in tegenstelling tot een recht wapen dat effectiever is bij steken, zoals bij een frontale aanval in rengalop, zoals uitgevoerd door de zware cavalerie, door de kurassiers en karabiniers. De kromming van de kling heeft daarnaast als, zij het beperkt, voordeel dat het in vergelijking tot een recht even lang wapen gemakkelijker uit de schede kan worden getrokken, hoewel normaal gesproken het gevecht wordt aangegaan met een vooraf getrokken sabel.
Hoewel de sabel al in de 10e eeuw opdook, duurde het tot de 19de eeuw tot het wapen in de napoleontische tijd werkelijk populair werd en de degen en het rapier verdrong. De "sabel der lichte cavalerie" werd overgenomen van de Britten en was ontworpen door kapitein John Caspard le Marchant. De gekromde sabel werd rond 1900 bij de cavalerie weer vervangen door rechte wapens.

## Sport
Er kwamen vanaf de 19e eeuw steeds meer burgerschermverenigingen. De sabelsport maakte in 1896 voor de eerste keer deel uit van de Olympische Spelen, dus vanaf het begin van de moderne spelen. 
Het sportwapen is een lichtgewicht versie van het oorspronkelijke wapen, dat een breder en daarmee zwaarder lemmet had met een lichte kromming. De sabel heeft in de olympische schermsport een rechte kling, maar het blad is bij Historische Europese krijgskunsten of historisch schermen veelal wel licht gebogen. Treffers worden bij het gebruik van de sabel toegebracht met de punt, de snijkant, tegensnijkant of de platte kanten van het wapen. Maar het is vooral een slagwapen, waarbij het dus minder de bedoeling is de tegenstander met de punt van het wapen te raken. Het geldig trefvlak bestaat uit de romp, boven het middel, het hoofd en de armen.
Naast de schermsport wordt de sabel ook gebruikt bij tentpegging. Hierbij wordt gebruikgemaakt van historische militaire sabels of replica's hiervan.

## Varianten
- Kromsabel
- Szabla is het Poolse woord voor sabel, maar komt ook als zodanig in het Nederlands voor. Het is meer een steekwapen.
- Dao (wapen) Is de Chinese variant van de sabel.

## Bron
JP Puype. Blanke Wapens, Nederlandse slag- en steekwapens sinds 1600, 1981